# Hugo Christophe Bargas
Pour les articles homonymes, voir Bargas.
Hugo Christophe Bargas est un footballeur franco-argentin, né le 22 octobre 1986 à Lyon en France. Il évolue comme attaquant.
Hugo est le fils d'Ángel Hugo Bargas, footballeur international argentin du FC Nantes et du FC Metz.

## Palmarès
CA All Boys
- Championnat Primera-B Metropolitana (1) : 2008

 De Graafschap
- Eerste divisie (1) : 2010